# Guía de Bilbao y conductor del viagero en Vizcaya
La Guía de Bilbao y conductor del viagero en Vizcaya es una obra publicada por primera vez en 1846, editada por Adolfo Depont.

## Descripción

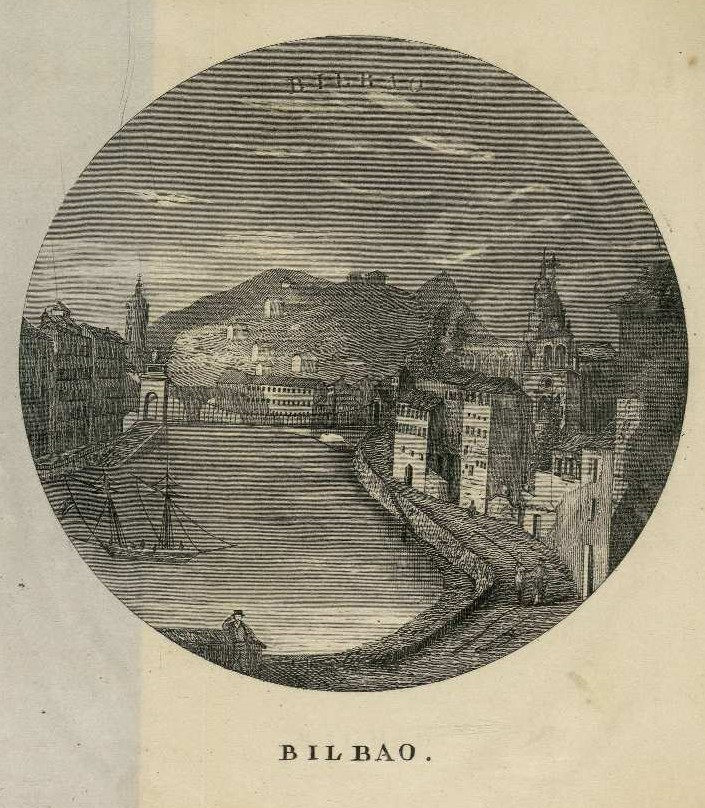
Bilbao, tal y como aparece en las primeras páginas

En alrededor de ciento veinte páginas, se traza un recorrido por la ciudad de Bilbao y el conjunto de la provincia de Vizcaya. En las primeras páginas, se señala que la obra comprende «una noticia general de Vizcaya, un itinerario de la Provincia, la topografía completa de los caminos reales, la descricion de la Ciudad Villas y Anteiglesias, por donde pasa el viagero; con indicacion de las curiosidades, comercio y poblacion, la noticia de Diligencias, Correos y Galeras, indicacion de todos los establecimientos de baños [y] los nombres de las mejores posadas». Editada por Adolfo Depont, salió de la imprenta que este regentaba en la propia ciudad de Bilbao.
Sobre el propósito de la obra, dice el editor en la introducción las siguientes palabras:

«Al proponernos la presente publicacion hemos tratado de hacerla lo mas completa que fuese posible, estudiando el pais que describimos con el detenimiento que se exige; hemos inquirido de cuantas personas pudieran darnos alguna luz los datos suficientes para llenar el objeto que nos proponemos. Sin embargo habrán de hacerse rectificaciones y si por la vez primera no aparece tan correcta cual fuera de desear estamos convencidos de la utilidad de esta obra, por lo que trataremos de mejorarla y aun ensancharla hasta abrazar las provincias limítrofes. El plan que hemos adoptado sin variar del que en general suele usarse será muy sencillo puesto que se reduce á describir en compendio los obgetos que se ofrezcan á la vista del Viajero y sean dignos de llamar su atencion»
En la «Introducción»

Sus contenidos, que en 2018 fueron reeditados tanto en castellano como en euskera, han sido tildados de «extraordinariamente interesantes». «Si conseguimos que el forastero que se digne visitar nuestra Provincia hálle en la Guia los datos suficientes para conocerla se habrá llenado nuestro objeto y nos cabrá la dulce satisfaccion de haber sido los primeros en dar este paso hijo del deseo que nos anima de ser útiles á nuestros conciudadanos», escribía Dupont en 1846.